# 내 사랑 그대에게
내 사랑 그대에게는 한국에서 제작된 하한수 감독의 1959년 영화이다. 김석훈 등이 주연으로 출연하였고 장영일 등이 제작에 참여하였다.

## 출연

### 주연
- 김석훈
- 최은희
- 박노식

## 제작진
- 조명: 최상동
- 녹음: 이경순
- 미술: 이봉선